# Championnat de Maurice de football 2023-2024
Navigation
Saison précédente Saison suivante
La saison 2023-2024 de National Super League est la soixante-dix neuvième édition de la première division mauricienne . Les dix meilleures équipes du pays s'affrontent à deux reprises au sein d'une poule unique. À la fin du championnat, les deux derniers du classement sont relégués et remplacés par les deux premiers de deuxième division.
La compétition se déroule du 1er février 2024 au 1er juin 2024.

## Clubs participants
- AS Port-Louis 2000
- EBRRM
- AS de Vacoas-Phoenix
- Pamplemousses SC
- Cercle de Joachim SC
- GRSE Wanderers
- Savanne SC
- Petite Rivière Noire SC
- Chebel Citizen
- AS Rivière du Rempart

## Classement
Le classement est établi sur le barème de points classique (victoire à 3 points, match nul à 1, défaite à 0).
| Rang | Équipe                  | Pts | J  | G  | N | P  | Bp | Bc | Diff |
| ---- | ----------------------- | --- | -- | -- | - | -- | -- | -- | ---- |
| 1    | Cercle de Joachim SC    | 45  | 18 | 14 | 3 | 1  | 55 | 11 | +44  |
| 2    | Pamplemousses SC        | 34  | 18 | 10 | 4 | 4  | 30 | 13 | +17  |
| 3    | AS Port-Louis 2000      | 27  | 18 | 8  | 3 | 7  | 27 | 24 | +3   |
| 4    | GRSE Wanderers T        | 27  | 18 | 8  | 3 | 7  | 23 | 25 | -2   |
| 5    | Chebel CitizenP         | 26  | 18 | 8  | 2 | 8  | 18 | 18 | 0    |
| 6    | Petite Rivière Noire SC | 24  | 18 | 7  | 3 | 8  | 27 | 26 | +1   |
| 7    | AS de Vacoas-Phoenix    | 21  | 18 | 6  | 3 | 9  | 22 | 28 | -6   |
| 8    | EBRRMR                  | 20  | 18 | 6  | 2 | 10 | 25 | 46 | -21  |
| 9    | AS Rivière du RempartP  | 18  | 18 | 5  | 3 | 10 | 23 | 30 | -7   |
| 10   | Savanne SC              | 13  | 18 | 3  | 4 | 11 | 28 | 57 | -29  |

| Légende : Qualifications et relégations | Légende : Qualifications et relégations                                                 |
| --------------------------------------- | --------------------------------------------------------------------------------------- |
|                                         | Qualification pour la Ligue des champions de la CAF 2024-2025                           |
|                                         | Qualification pour la Coupe de la confédération 2024-2025                               |
|                                         | Relégation directe en deuxième division                                                 |
|                                         | T : Tenant du titre P : Promu de deuxième division C : Vainqueur de la Coupe de Maurice |

## Bilan de la saison
| Championnat de Maurice de football 2023-2024 |                         |
| Champion                                     | Cercle de Joachim SC    |
| Qualifications continentales                 |                         |
| Ligue des champions de la CAF 2024-2025      | aucun                   |
| Coupe de la confédération 2024-2025          | aucun                   |
| Promotions et relégations                    |                         |
| Promus en Barclays League                    | La Cure Waves           |
| Promus en Barclays League                    | Pointe-aux-Sables Mates |
| Relégués en First League                     | Savanne SC              |
| Relégués en First League                     | AS Rivière du Rempart   |